# XFrames
XFrames はW3C が開発中の標準で、XMLを応用して複数の文書を結合するものである。HTMLのフレームの代替となることを意図している。2008年2月現在、W3Cワーキングドラフトである。
現状のHTMLフレームにまつわる問題を解決することを意図している。例えば、フレームを使ったページではウェブブラウザの「戻る」ボタンが直感に沿った動きをしなくなる。また、フレームを使っているサイトでは特定の文書に容易にブックマークできなくなる。さらに、フレームを使っているページをリロードすると予期しない結果となることがあり、複数の文書の位置を区別できないことがあり、セキュリティ問題にもなる。